# NGC 5989
NGC 5989 је спирална галаксија у сазвежђу Змај која се налази на NGC листи објеката дубоког неба.
Деклинација објекта је + 59° 45' 18" а ректасцензија 15h 41m 32,4s. Привидна величина (магнитуда) објекта NGC 5989 износи 13,0 а фотографска магнитуда 13,7. NGC 5989 је још познат и под ознакама UGC 9985, MCG 10-22-34, CGCG 297-28, IRAS 15405+5954, PGC 55802.